# Período legislativo de 1982 a 1986 de Costa Rica
| 18 CU 4 PU | 1 MN 1 PADA |

PLN
CU
PU
MN
PADA

El período legislativo de Costa Rica de 1982 a 1986 fue el período de funcionamiento del Congreso de Costa Rica, y comprendió del 1 de mayo de 1982 al 30 de abril de 1986. Tras la grave crisis que afrontó la administración Carazo su agrupación política la Coalición Unidad sufrió un durísimo debacle electoral perdiendo casi una decena de sus diputados y quedando en 18. La oposición, por el contrario, vio recuperado con creces su voto y el Partido Liberación Nacional obtuvo su bancada más grande hasta la fecha con 33. La izquierda representada por Pueblo Unido también se vio beneficiada obteniendo cuatro diputados, su bancada más grande en el período de la Segunda República hasta la obtención de nueve diputados en 2014. 

## Fracciones
| Partido político | Partido político                       | Diputados | Diputados |
| ---------------- | -------------------------------------- | --------- | --- |
|                  | Partido Liberación Nacional            |           | 1. Hernán Garrón Salazar 2. Matilde Marín Chinchilla 3. Bernal Jiménez Monge 4. Rodolfo Arturo Navas Alvarado 5. Jorge Luis Villanueva Badilla 6. David Gerardo Fallas Alvarado 7. Benjamín Muñoz Retana 8. Luis Armando Gutiérrez Rodríguez 9. Orlando Granados Ramírez 10. Gerardo Mora Zúñiga 11. María Lidya Sánchez Valverde 12. Julio Enrique Jurado del Barco 13. Víctor Hugo Alfaro Alfaro 14. Edgar Ugalde Álvarez 15. Miguel Ángel Guillén Elizondo 16. José Javier Bolaños Quesada 17. José Fabio Araya Vargas 18. Rodrigo Mora Alfaro 19. Fernando Guzmán Mata 20. Carlos León Camacho 21. Carlos Alberto Rivera Bianchini 22. Holman Esquivel Garrote 23. Edgar Víquez Víquez 24. Gerardo Vega Hernández 25. Manuel Francisco Rojas Chaves 26. Odette Héctor Marín 27. Guillermo Vargas Sanabria 28. Edgar Antonio Guardiola Mendoza 29. Carlos María Chajud Calvo 30. Tobías Murillo Rodríguez 31. Guillermo Salas Monge 32. Herman Weinstok Wolfowicz 33. Thelma Cecilia Curling Rodríguez |
|                  | Coalición Unidad                       |           | 1. Fernando Trejos Escalante 2. Jorge Arturo Monge Zamora 3. Rolando Laclé Castro 4. Juan José Trejos Fonseca 5. Juan Rafael Rodríguez Calvo 6. Óscar Aguilar Bulgarelli 7. Marvin Herrera Araya 8. Alfonso José Muñoz Vargas 9. Ricardo Rodríguez Solórzano 10. José Roberto Rodríguez Quesada 11. Rogelio Carazo Paredes 12. Danilo Chaverri Soto 13. Jorge Eduardo Villalobos Barquero 14. Rodolfo Brenes Gómez 15. Hamilton Ruiz Cascante 16. Claudio Guevara Barahona 17. Jimmy Zúñiga Noguera 18. Luis Villalobos Villalobos |
|                  | Pueblo Unido                           |           | 1. Eduardo Mora Valverde 2. Sergio Erick Ardón Jiménez 3. Arnoldo Ferreto Segura 4. Freddy Menéndez Chaves |
|                  | Partido Acción Democrática Alajuelense |           | 1. Óscar Valverde Rodríguez |
|                  | Movimiento Nacional                    |           | 1. José Guillermo Malavassi Vargas |

## Presidente
| Presidente del Congreso       | Legislatura | Partido político |
| ----------------------------- | ----------- | ---------------- |
| Guillermo Vargas Sanabria     | 1985-1986   | PLN              |
| Bernal Jiménez Monge          | 1984-1985   | PLN              |
| Jorge Luis Villanueva Badilla | 1983-1984   | PLN              |
| Hernán Garrón Salazar         | 1982-1983   | PLN              |